# オレクシー・レズニコウ
オレクシー・ユリヨヴィチ・レズニコウ（ウクライナ語: Резніков Олексій Юрійович、1966年6月18日 - ）は、ウクライナの弁護士、政治家。2021年11月4日から2023年9月5日まで国防大臣、2020年3月4日から2021年11月3日まで副首相兼一時的占領地域再統合大臣を務めた。

## 経歴

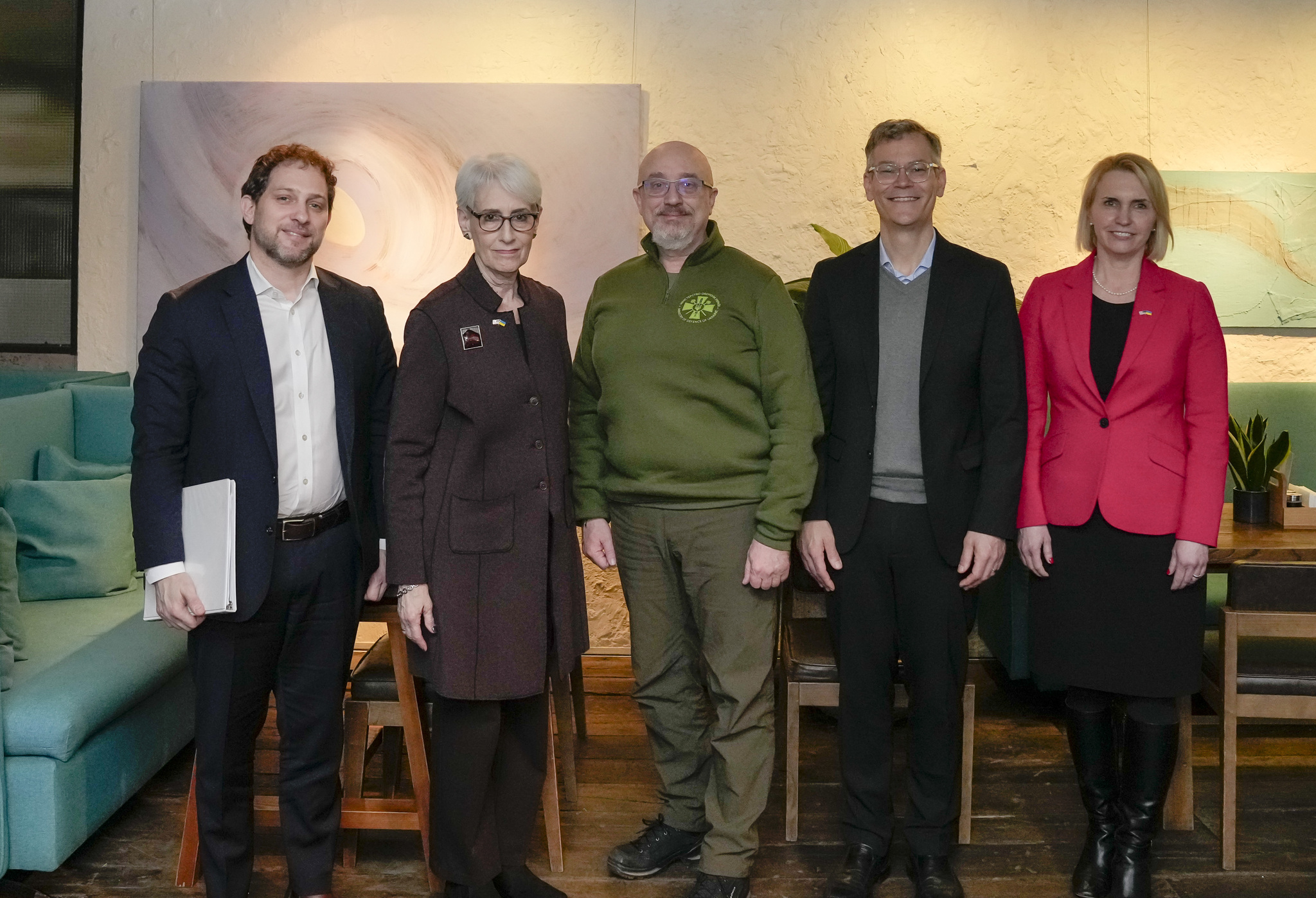
米国のウェンディ・ルース・シャーマン国務副長官、コリン・カール国防次官らと（2023年1月16日）

ウクライナ・ソビエト社会主義共和国リヴィウ生まれ。1984年から1986年にかけてソビエト連邦空軍の空挺パラシュート部隊に所属の軍務に就いた。1991年にリヴィウ大学法学部を卒業し、同年に証券会社「ガリシア証券」を共同設立した。
2014年のキエフ地方選挙に連帯から出馬してキエフ市議会議員に当選し、6月19日に副市長兼第一書記に任命された。2020年3月4日、シュミハリ内閣において副首相兼一時的占領地域再統合大臣に任命された。2021年11月1日に辞表を提出し、11月3日付けで副首相兼一時的占領地域再統合大臣から解任され、11月4日に国防大臣に就任した。
就任後は欧米との関係を深め軍事支援を引き出した。2022年ロシアのウクライナ侵攻当初、ロシアとの間で停戦交渉を担ったが決裂。西側との豊富な人脈を利用して欧米製の戦車や防空システム、戦闘機などの供与実現に貢献した。しかし2023年に入り国防省で食料契約をめぐる汚職疑惑が持ち上がり、複数の国防次官が捜査の対象、あるいは辞任するなど混乱が続いたため、与党幹部が2023年2月5日に国防大臣を近く更迭される見通しであると発言した。しかし翌6日に発言は撤回され、7日にはウォロディミル・ゼレンスキー大統領が噂や偽情報の流布をやめるよう苦言を呈する形で更迭を否定した。9月3日、ゼレンスキーはレズニコウを国防大臣から更迭する意向を表明し、国有財産基金長官のルステム・ウメロウを後任に指名。レズニコウは4日に辞表を提出し、翌5日に議会が辞任を承認した。